# Bolesław Kotowski
Bolesław Kotowski (* 14. September 1908 in Warschau; † November 1996 in London) war ein polnischer Exilpolitiker.
Der studierte Ingenieur war während des Zweiten Weltkrieges in der polnischen Exilregierung tätig, für die er auch nach Ende des Krieges aktiv blieb. 1981 wurde er Mitglied des Emigrationskollegiums des damals in London tätigen Obersten Rechnungshofes. Zwischenzeitlich war er 1989 dessen Vorsitzender und ab 1990 dauerhaft stellvertretender Vorsitzender. 1991 wurde die Einrichtung geschlossen und die Exilregierung im Zuge des Systemwechsels in Polen aufgelöst.